# Ernesto Valverde
Ernesto Valverde Tejedor (Viandar de la Vera, Cáceres, 9 de febrero de 1964), apodado Txingurri («Hormiga» en euskera), es un exfutbolista y entrenador español. Desde junio de 2022, dirige por tercera vez en su carrera como entrenador al Athletic Club de la Primera División de España, club en el que fue jugador durante seis años.

## Como futbolista
Nacido en Extremadura, su familia se trasladó a Vitoria cuando Ernesto tenía siete meses. Comenzó a jugar en la cantera del C. F. San Ignacio, club del barrio de Adurza donde creció. Con 17 años se fue al equipo juvenil del Deportivo Alavés. En octubre de 1982 hizo su debut con el primer equipo del Alavés, en Segunda División, con apenas 18 años y medio. En 1985, tras anotar diecisiete goles en Segunda B con el club babazorro, se marchó al Sestao S. C., que acababa de ascender a Segunda División y al que dirigía Javier Irureta. En el club vizcaíno coincidió con otros futbolistas, que acabarían siendo entrenadores, como José Luis Mendilibar, Manix Mandiola o Jon Aspiazu.
En 1986, tras su buen rendimiento en Sestao, fichó por el R. C. D. Espanyol que entrenaba Javier Clemente. Con el conjunto periquito, consiguió ser uno de los principales puntales de un equipo que logró la 3.ª plaza en la temporada 1986-87. Además, el club catalán llegó a la final de la Copa de la UEFA en 1988, lo que supuso un hito para el club. Sin embargo, a pesar de haber vencido al Bayer 04 Leverkusen 3-0 en la ida, cayeron derrotados en la tanda de penaltis disputada en Leverkusen tras haber perdido 3-0 en el encuentro de vuelta. Ernesto no participó en el choque de vuelta, ya que se encontraba renqueante por una lesión. 
Debido a las necesidades económicas del Espanyol, el club periquito cerró un acuerdo con el F. C. Barcelona para el traspaso del cacereño y de Miquel Soler en junio de 1988. A pesar de ser un jugador del gusto del técnico Johann Cruyff, su etapa en Barcelona estuvo marcada por las lesiones, por lo que sólo jugó 29 encuentros en los que anotó diez tantos.
Tras dos años en el club culé, el Athletic Club pagó 120 millones de pesetas para incorporarlo en julio de 1990. En su primera temporada, coincidió nuevamente con Javier Clemente, siendo el máximo goleador del equipo con quince tantos. Permaneció en el club bilbaíno seis temporadas, aunque en las dos últimas su participación fue escasa. Además, con Jupp Heynckes como técnico, formó una gran dupla ofensiva con Cuco Ziganda que permitió clasificar al club bilbaíno a la Copa de la UEFA después de cinco años sin hacerlo.
De cara a la temporada 1996-97 se marchó al R. C. D. Mallorca de Segunda División, donde puso fin a su carrera como futbolista para iniciar una nueva etapa como entrenador.

### Selección nacional
Debutó con la selección española el 10 de octubre de 1990 frente a Islandia, a pesar de que ya había sido citado en 1988, pero no pudo debutar debido a una lesión durante la concentración, lo que provocó una fuerte polémica entre su entonces entrenador, Javier Clemente, y la Federación Española de Fútbol.

## Como entrenador

### Camino hasta Primera División
Se formó como técnico en las categorías inferiores del Athletic Club desde 1997. En su primera temporada, cuando dirigía al cadete del 83, logró la prestigiosa Nike Cup al imponerse, en la final disputada en París, a la Academia Tahuichi de Bolivia, por 4-3 en la tanda de penaltis. Después de tres temporadas en las categorías inferiores, la última de ellas en el Juvenil División de Honor, fue segundo entrenador de Txetxu Rojo (temporada 2000-2001) en el primer equipo rojiblanco. En 2001, tras la llegada de Javier Uria a la presidencia, dejó el banquillo para trabajar como adjunto a la dirección deportiva que dirigía Andoni Zubizarreta. En 2002 regresó a los banquillos, donde estuvo a punto de lograr el ascenso con el Bilbao Athletic a Segunda División.

### Primeros años en Athletic y Espanyol
Tras ello, le llegó la oportunidad de dirigir al primer equipo, con el que consiguió realizar un gran juego y una clasificación para la Copa de la UEFA gracias al 5.º puesto (56 puntos) en su estreno como entrenador de élite en la temporada 2003-04. Durante la temporada 2004-05, sus desavenencias con el presidente del Athletic, Fernando Lamikiz, le empujaron a renunciar a continuar al frente del equipo vasco. A pesar de ello, durante ese año el equipo de Valverde logró un histórico 1-7 frente al Standard de Lieja en la Copa de la UEFA y metió al equipo en las semifinales de la Copa del Rey, pero el Real Betis se impuso en la tanda de penaltis (4-5). La eliminación por parte del Austria de Viena en la UEFA supuso una decepción mayúscula para el Athletic, mientras que en la Liga obtuvo una cómoda 9.ª posición (51 puntos).
Tras un año sabático, fichó por el R. C. D. Espanyol para la temporada 2006-07. No tuvo un inicio sencillo, ya que empezó perdiendo la Supercopa de España ante el F. C. Barcelona, y algunos malos resultados estuvieron a punto de precipitar su cese, pero gracias al fútbol atractivo que Valverde propuso su equipo fue recomponiéndose. Finalmente, logró clasificarse para la final de la Copa de la UEFA. Las impresionantes actuaciones de su portero, Gorka Iraizoz, los goles de Ferran Corominas, Albert Riera, Luis García, Tamudo y Walter Pandiani, entre otros, fueron clave para la consecución de este hito. En la final, disputada en Glasgow, el Espanyol fue capaz de volver a igualar el resultado en la prórroga con el Sevilla, a pesar de jugar con un hombre menos desde el minuto 68, pero perdió de nuevo en la tanda de penaltis (1-3). En la Liga, el conjunto blanquiazul fue de menos a más y terminó en una holgada 11.ª posición. Siguió dirigiendo al equipo periquito una temporada más, obteniendo el 12.º puesto en la clasificación de la Liga 2007-08.

### Éxito en Grecia y breve vuelta a La Liga

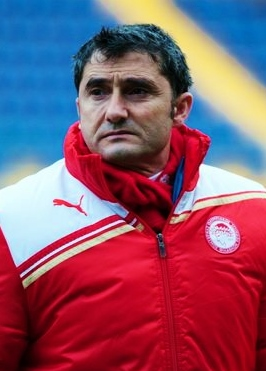
Valverde durante su etapa en el Olympiacos FC.

Para la temporada 2008-2009, firmó un contrato de dos años con el Olympiacos, después de haber renunciado a seguir en el Espanyol. En competiciones europeas, fue eliminado por el Anorthosis en la tercera ronda de la Liga de Campeones de la UEFA y por el Saint-Etienne en los 1/32 de la Copa de la UEFA. Por otra parte, consiguió el doblete al ganar la Superliga y una infartante final de Copa al AEK (4-4) que se decidió tras 34 lanzamientos de penaltis. A final de temporada, dejó el equipo heleno para regresar a España.
Ese mismo año, a principios de junio, tomó las riendas del Villarreal. Pudo sobreponerse a un flojo comienzo de campeonato, que llevó al equipo amarillo a ser colista en la 7.ª jornada con tres puntos. A pesar de obtener 7 victorias en las siguientes 13 jornadas y clasificarse para la siguiente ronda de la Liga Europa de la UEFA; fue destituido el 31 de enero de 2010, tras caer ante Osasuna por 0-2, dejando al equipo castellonense con 26 puntos, en la 10.ª posición.
En agosto de 2010, regresó al banquillo del Olympiacos, tras medio año sin equipo, para volver a conseguir el título de liga con el equipo griego en marzo de 2011. Por otro lado, en la Liga Europa de la UEFA 2010-2011 fue eliminado en tercera ronda de clasificación por el Maccabi Tel Aviv. En la Liga de Campeones de la UEFA 2011-2012 acabó tercero de grupo, con nueve puntos, lo que le dio acceso a las rondas finales de la Liga Europa de la UEFA, donde fue eliminado por el Metalist en octavos de final. En abril de 2012, revalidó el campeonato liguero con el Olympiacos, conquistando así su tercera Superliga griega. Tras anunciar que dejaría el cargo a final de temporada por motivos personales, volvió a conquistar un doblete al vencer en la final de Copa con un gol de David Fuster en el minuto 119 de la prórroga.

### Camino a la Liga de Campeones con el Valencia
A principios de diciembre de 2012, es contratado por el Valencia para dirigir al equipo che el resto de la temporada 2012-13 tras la destitución de Mauricio Pellegrino en la jornada 14. La labor de Valverde era enderezar el rumbo en Liga del club valencianista, décimo segundo con dieciocho puntos, e intentar llevarlo a los puestos de Liga de Campeones con una plantilla y un entorno social muy enrarecido. El técnico extremeño logró dar la vuelta a la situación y convertir al Valencia en el tercer mejor equipo del campeonato desde su llegada, llevándole a alcanzar las posiciones nobles de la clasificación en menos de tres meses. En marzo, fue eliminado por el PSG en los octavos de final de la Liga de Campeones de la UEFA (resultado global de 3-2). Finalmente, dejó al equipo che en el quinto puesto de la Liga, con 65 puntos, después de perder la 4.ª posición en la última jornada tras la derrota en Sevilla por 4-3. Tras el partido, confirmó que no iba a continuar en el banquillo de Mestalla.

### Segunda etapa en el Athletic Club
El 20 de junio de 2013, se anunció oficialmente su regreso al banquillo del Athletic Club, siendo esta su segunda etapa en el club vizcaíno. Se convirtió así en el único técnico que ha dirigido al Athletic Club en el antiguo y el nuevo Estadio de San Mamés. En la primera temporada de su segunda etapa, consiguió llevar al equipo vizcaíno a la cuarta posición de la Liga 2013-14, con 70 puntos, clasificándose para la Liga de Campeones 2014-15, competición que no disputaban los leones desde la edición 1998-99. Por este logro, fue galardonado con el Trofeo Ramón Cobo. La temporada siguiente fue más complicada, con el Athletic cayendo en la fase de grupos de la Liga de Campeones, aunque había eliminado al SSC Napoli en la ronda de play-offs; y una mala primera vuelta en Liga donde solo consiguió 19 puntos. El equipo mejoró en la segunda vuelta y concluyó en séptimo lugar, con 55 puntos, clasificándose así para la Liga Europa 2015-16. Tras ser eliminado de la Liga de Campeones, en febrero, fue eliminado inesperadamente por el Torino de la Liga Europa 2014-15. Tras este duro revés, el equipo se sobrepuso y alcanzó la final de la Copa del Rey, que perdería 3-1 ante el F. C. Barcelona, que acabaría conquistando el triplete.
En 2015 fue el entrenador que llevó al Athletic a conquistar un título oficial tras 31 años de sequía. Ganó la Supercopa de España al F. C. Barcelona imponiéndose por 4-0 en la ida en San Mamés y 1-1 en la vuelta en el Camp Nou (5-1 en el global). Al final del partido declaró sentir «una alegría inmensa». En la temporada 2015-16, el entrenador rojiblanco llevó al Athletic Club hasta la octava posición, con 28 puntos, al término de la primera vuelta de la Liga, encadenando una buena racha tras un comienzo de competición titubeante. El 3 de marzo de 2016, amplió su contrato con el club por un año más. En la Liga Europa fue eliminado en cuartos de final por el Sevilla en la tanda de penaltis (5-4) y en Copa del Rey, nuevamente, por el F. C. Barcelona. El Athletic terminó la Liga como 5.º clasificado, con 62 puntos, por lo que jugaría la Liga Europa 2016-17. Fue una temporada muy exigente, en la cual el equipo rojiblanco disputó 62 partidos oficiales.
El 11 de enero de 2017 fueron eliminados, por tercera vez consecutiva, por el F. C. Barcelona en Copa. El 19 de febrero, en la derrota por 2-0 ante el Valencia CF, se convirtió en el entrenador que más partidos había dirigido al Athletic Club (290), al superar a Javier Clemente. El 23 de febrero fue eliminado sorprendentemente por el APOEL en dieciseisavos de final de la Liga Europa. El 14 de abril, en la victoria por 5-1 ante la UD Las Palmas, alcanzó su partido número 300 al mando del Athletic Club. El 23 de mayo, tras concluir el campeonato de Liga en 7.ª posición, el Athletic Club anunció que Valverde no iba a continuar en el banquillo de San Mamés. El 24 de mayo se despidió de la entidad en una emocionante rueda de prensa. Se fue como el entrenador con más partidos (306) y el segundo, tras Clemente, con más victorias totales (140) y en Liga (101).

### F. C. Barcelona
El 29 de mayo de 2017, Josep Maria Bartomeu confirmó que Valverde sería el próximo entrenador del Fútbol Club Barcelona. Pese a que comenzó la temporada perdiendo la Supercopa de España 2017 frente al Real Madrid, posteriormente igualó el mejor inicio de la historia del club en la Liga, ganando 9 de los 10 primeros partidos. En su tercer clásico al mando del equipo azulgrana derrotó al Real Madrid por 0-3, proclamándose campeón de invierno de la Liga 2017-18 y estando invicto en las tres competiciones (Liga, Copa del Rey y Liga de Campeones). En la Liga de Campeones, los hombres de Valverde llegaron a cuartos de final, donde cayeron ante la Roma por la regla del gol de visitante (4-1 en la ida y 3-0 en la vuelta). Once días después, el 21 de abril, el conjunto catalán se proclamó campeón de la Copa del Rey tras imponerse por 5-0 al Sevilla en la final; y a la semana siguiente, el 28 de abril, Valverde se convirtió en campeón de Liga por primera vez, siendo este el vigésimo quinto título del club, tras ganar por 2 a 4 al Deportivo de la Coruña en Riazor. El equipo barcelonés se adjudicó el título en la jornada 35 (aunque tenía un partido aplazado), con 86 puntos (26 victorias y 8 empates), aventajando en once puntos al Atlético de Madrid y en trece al Real Madrid. Así Valverde completaba el doblete en su primera temporada en el Camp Nou.
En la temporada 2018-19, Valverde ganó su segunda Supercopa de España tras imponerse al Sevilla (1-2) el 12 de agosto. El 28 de octubre consiguió una contundente victoria por 5 a 1 ante el Real Madrid de Julen Lopetegui. El 30 de enero logró remontar la eliminatoria de cuartos de final de Copa del Rey ante el Sevilla al vencer por 6 a 1 al equipo andaluz en el Camp Nou. El 15 de febrero renovó su contrato con el club blaugrana por dos temporadas, la última de ellas opcional. El 27 de febrero en su partido número 100 como técnico azulgrana, clasificó al equipo catalán para la final de la Copa del Rey tras superar a domicilio al Real Madrid por 0 a 3. Además, pocos días después concretamente el 2 de marzo, el equipo catalán volvió a ganarle a domicilio al eterno rival por 0-1, obteniendo así una clara ventaja en el campeonato liguero; que se reafirmó aún más tras derrotar 2-0 en los últimos minutos del partido a su por entonces máximo perseguidor, el Atlético de Madrid, el 6 de abril. El 27 de abril de 2019, se proclamó campeón de La Liga, por segunda vez, a falta de 3 jornadas para acabar el campeonato. El 7 de mayo quedó eliminado en semifinales de la Liga de Campeones, después de caer 4 a 0 ante el Liverpool, en Anfield, a pesar de haber ganado 3 a 0 en la ida. Además, pocas semanas después el equipo también perdió la final de Copa del Rey 2019 ante el Valencia por 2 a 1.
La siguiente temporada empezó de manera irregular para el conjunto catalán, combinando partidos de goleadas y buen juego con algunas derrotas preocupantes. Pese a ello, los resultados del Barça mejoraron ligeramente y mantuvo una dura pugna por el liderato con el Real Madrid, llegando a diciembre con empate a puntos. La igualdad no se rompió en el clásico que fue aplazado a ese mes, ya que los 2 conjuntos que lideraban la Liga empataron 0-0 en el Camp Nou. Finalmente, el 9 de enero de 2020, tras ser eliminado en la semifinal de la Supercopa de España a manos del Atlético de Madrid por un marcador de 2-3, el club anunció la destitución de Valverde y la contratación de Quique Setién. Valverde se marchó del Barcelona con un bagaje de 4 títulos: 2 Ligas españolas (2018 y 2019), 1 Supercopa de España (2018) y 1 Copa del Rey (2018), pero no pudo levantar la Liga de Campeones tras eliminaciones impensables (Roma y Liverpool), con quienes tenía rentas de 4-1 y 3-0 respectivamente, que dejaban las eliminatorias prácticamente sentenciadas; sin embargo, cabe resaltar que solo perdió 2 de 22 partidos disputados en Liga de Campeones, siendo 2 los mencionados anteriormente.

### Tercera etapa en el Athletic Club
El 20 de junio de 2022, más de dos años después de ser destituido en el Barcelona, los candidatos a la presidencia del Athletic Club, Jon Uriarte y Ricardo Barkala, citaron a Valverde como entrenador a contratar durante su mandato, ya que Marcelino García Toral, entrenador saliente, decidió rescindir su contrato «con tal de no entorpecer los planes de los candidatos a la presidencia», como dijo en su última rueda de prensa como míster de la entidad bilbaína.
Cuatro días después, se celebraron las elecciones a la presidencia del Athletic Club, con un resultado que decantó la balanza hacia Jon Uriarte, que relevaría a Aitor Elizegi en el cargo de presidente, y por tanto, contrataría a Ernesto Valverde para pasar una tercera etapa en el Athletic.
El 30 de junio de 2022, se hizo oficial su llegada al Athletic. El 29 de agosto, tras su goleada al Cádiz CF (0-4), se convirtió en el técnico con más victorias de la historia del club rojiblanco.
El 17 de febrero de 2023, renovó su contrato con el club por un año más.
El 6 de abril de 2024, el Athletic Club ganó la Copa del Rey frente al RCD Mallorca, 40 años después de la última ganada por el club rojiblanco. El conjunto vizcaíno se hizo con el título después de eliminar a UE Rubí, CD Cayón, SD Eibar, Deportivo Alavés, FC Barcelona y Atlético de Madrid para llegar a la final. De esta manera, consiguió el vigésimo quinto título de Copa del Rey del Athletic Club.
El 23 de mayo de 2025, tras certificar la 4ª posición en la Liga que aseguraba la clasificación del Athletic para la próxima edición de la Liga de Campeones, firmó un nuevo contrato para dirigir al equipo en la temporada siguiente.

## Clubes y estadísticas

### Como jugador
| Club             | País   | Año       | Partidos | Goles |
| ---------------- | ------ | --------- | -------- | ----- |
| Deportivo Alavés | España | 1982-1985 | 57       | 19    |
| Sestao SC        | España | 1985-1986 | 39       | 6     |
| RCD Espanyol     | España | 1986-1988 | 87       | 17    |
| FC Barcelona     | España | 1988-1990 | 29       | 10    |
| Athletic Club    | España | 1990-1996 | 188      | 49    |
| RCD Mallorca     | España | 1996-1997 | 20       | 3     |

### Como entrenador
| Equipo                   | Div.                | Temporada           | Liga  | Liga | Liga | Liga | Liga |       | Copa | Copa | Copa | Copa  |    | Internacional | Internacional | Internacional | Internacional | Internacional |   | Otros | Otros | Otros | Otros |     | Totales     | Totales | Totales | Totales | Totales | Totales | Totales | Totales |
| Equipo                   | Div.                | Temporada           | Part. | G    | E    | P    | Pos. | Part. | G    | E    | P    | Part. | G  | E             | P             | Pos.          | Part.         | G             | E | P     | Part. | G     | E     | P   | Rendimiento | GF      | GC      | Dif.    |         |         |         |         |
| ------------------------ | ------------------- | ------------------- | ----- | ---- | ---- | ---- | ---- | ----- | ---- | ---- | ---- | ----- | -- | ------------- | ------------- | ------------- | ------------- | ------------- | - | ----- | ----- | ----- | ----- | --- | ----------- | ------- | ------- | ------- | ------- | ------- | ------- | ------- |
| Bilbao Athletic · España | 2.ªB                | 2002-03             | 38    | 19   | 9    | 10   | 4.º  | -     | -    | -    | -    | -     | -  | -             | -             | -             | 6             | 3             | 1 | 2     | 44    | 22    | 10    | 12  | 57.58%      | 63      | 51      | +12     |         |         |         |         |
| Bilbao Athletic · España | Total               | Total               | 38    | 19   | 9    | 10   | -    | -     | -    | -    | -    | -     | -  | -             | -             | -             | 6             | 3             | 1 | 2     | 44    | 22    | 10    | 12  | 57.58%      | 63      | 51      | +12     |         |         |         |         |
| Athletic Club · España   | 1.ª                 | 2003-04             | 38    | 15   | 11   | 12   | 5.º  | 1     | 0    | 0    | 1    | -     | -  | -             | -             | -             | -             | -             | - | -     | 39    | 15    | 11    | 13  | 47.86%      | 54      | 51      | +3      |         |         |         |         |
| Athletic Club · España   | 1.ª                 | 2004-05             | 38    | 14   | 9    | 15   | 9.º  | 8     | 5    | 2    | 1    | 8     | 4  | 1             | 3             | 1/16          | -             | -             | - | -     | 54    | 23    | 12    | 19  | 50%         | 89      | 68      | +21     |         |         |         |         |
| RCD Espanyol · España    | 1.ª                 | 2006-07             | 38    | 12   | 13   | 13   | 11.º | 2     | 0    | 1    | 1    | 15    | 11 | 4             | 0             | 2.º           | 2             | 0             | 0 | 2     | 57    | 23    | 18    | 16  | 50.88%      | 81      | 70      | +11     |         |         |         |         |
| RCD Espanyol · España    | 1.ª                 | 2007-08             | 38    | 13   | 9    | 16   | 12.º | 4     | 1    | 3    | 0    | -     | -  | -             | -             | -             | -             | -             | - | -     | 42    | 14    | 12    | 16  | 42.85%      | 48      | 57      | -9      |         |         |         |         |
| RCD Espanyol · España    | Total               | Total               | 76    | 25   | 22   | 29   | -    | 6     | 1    | 4    | 1    | 15    | 11 | 4             | 0             | -             | 2             | 0             | 0 | 2     | 99    | 37    | 30    | 32  | 47.47%      | 129     | 127     | +2      |         |         |         |         |
| Olympiacos · Grecia      | 1.ª                 | 2008-09             | 30    | 22   | 5    | 3    | 1.º  | 7     | 4    | 2    | 1    | 10    | 5  | 0             | 5             | 1/16          | -             | -             | - | -     | 47    | 31    | 7     | 9   | 70.92%      | 84      | 35      | +49     |         |         |         |         |
| Villarreal · España      | 1.ª                 | 2009-10             | 20    | 7    | 5    | 8    | Inc. | 4     | 1    | 2    | 1    | 8     | 5  | 0             | 3             | Inc.          | -             | -             | - | -     | 32    | 13    | 7     | 12  | 47.92%      | 51      | 40      | +11     |         |         |         |         |
| Villarreal · España      | Total               | Total               | 20    | 7    | 5    | 8    | -    | 4     | 1    | 2    | 1    | 8     | 5  | 0             | 3             | -             | -             | -             | - | -     | 32    | 13    | 7     | 12  | 47.92%      | 51      | 40      | +11     |         |         |         |         |
| Olympiacos · Grecia      | 1.ª                 | 2010-11             | 30    | 24   | 1    | 5    | 1.º  | 4     | 2    | 1    | 1    | -     | -  | -             | -             | -             | -             | -             | - | -     | 34    | 26    | 2     | 6   | 78.43%      | 68      | 20      | +48     |         |         |         |         |
| Olympiacos · Grecia      | 1.ª                 | 2011-12             | 30    | 23   | 4    | 3    | 1.º  | 6     | 5    | 1    | 0    | 10    | 6  | 0             | 4             | 1/8           | -             | -             | - | -     | 46    | 34    | 5     | 7   | 77.53%      | 95      | 27      | +68     |         |         |         |         |
| Olympiacos · Grecia      | Total               | Total               | 90    | 69   | 10   | 11   | -    | 17    | 11   | 4    | 2    | 20    | 11 | 0             | 9             | -             | -             | -             | - | -     | 127   | 91    | 14    | 22  | 75.32%      | 247     | 82      | +165    |         |         |         |         |
| Valencia · España        | 1.ª                 | 2012-13             | 24    | 14   | 5    | 5    | 5.º  | 4     | 2    | 1    | 1    | 2     | 0  | 1             | 1             | 1/8           | -             | -             | - | -     | 30    | 16    | 7     | 7   | 61.11%      | 56      | 38      | +18     |         |         |         |         |
| Valencia · España        | Total               | Total               | 24    | 14   | 5    | 5    | -    | 4     | 2    | 1    | 1    | 2     | 0  | 1             | 1             | -             | -             | -             | - | -     | 30    | 16    | 7     | 7   | 61.11%      | 56      | 38      | +18     |         |         |         |         |
| Athletic Club · España   | 1.ª                 | 2013-14             | 38    | 20   | 10   | 8    | 4.º  | 6     | 2    | 0    | 4    | -     | -  | -             | -             | -             | -             | -             | - | -     | 44    | 22    | 10    | 12  | 57.58%      | 73      | 44      | +29     |         |         |         |         |
| Athletic Club · España   | 1.ª                 | 2014-15             | 38    | 15   | 10   | 13   | 7.º  | 9     | 4    | 3    | 2    | 10    | 3  | 3             | 4             | 1/16          | -             | -             | - | -     | 57    | 22    | 16    | 19  | 47.96%      | 66      | 63      | +3      |         |         |         |         |
| Athletic Club · España   | 1.ª                 | 2015-16             | 38    | 18   | 8    | 12   | 5.º  | 6     | 4    | 0    | 2    | 16    | 9  | 3             | 4             | 1/4           | 2             | 1             | 1 | 0     | 62    | 32    | 12    | 18  | 58.06%      | 105     | 70      | +35     |         |         |         |         |
| Athletic Club · España   | 1.ª                 | 2016-17             | 38    | 19   | 6    | 13   | 7.º  | 4     | 3    | 0    | 1    | 8     | 4  | 1             | 3             | 1/16          | -             | -             | - | -     | 50    | 26    | 7     | 17  | 56.67%      | 74      | 63      | +11     |         |         |         |         |
| Barcelona · España       | 1.ª                 | 2017-18             | 38    | 28   | 9    | 1    | 1.º  | 9     | 7    | 1    | 1    | 10    | 6  | 3             | 1             | 1/4           | 2             | 0             | 0 | 2     | 59    | 41    | 13    | 5   | 76.83%      | 141     | 42      | +99     |         |         |         |         |
| Barcelona · España       | 1.ª                 | 2018-19             | 38    | 26   | 9    | 3    | 1.º  | 9     | 5    | 1    | 3    | 12    | 8  | 3             | 1             | 1/2           | 1             | 1             | 0 | 0     | 60    | 40    | 13    | 7   | 73.89%      | 138     | 56      | +82     |         |         |         |         |
| Barcelona · España       | 1.ª                 | 2019-20             | 19    | 12   | 4    | 3    | Inc. | -     | -    | -    | -    | 6     | 4  | 2             | 0             | Inc.          | 1             | 0             | 0 | 1     | 26    | 16    | 6     | 4   | 69.23%      | 60      | 30      | +30     |         |         |         |         |
| Barcelona · España       | Total               | Total               | 95    | 66   | 22   | 7    | -    | 18    | 12   | 2    | 4    | 28    | 18 | 8             | 2             | -             | 4             | 1             | 0 | 3     | 145   | 97    | 32    | 16  | 74.26%      | 339     | 128     | +211    |         |         |         |         |
| Athletic Club · España   | 1.ª                 | 2022-23             | 38    | 14   | 9    | 15   | 8.º  | 7     | 5    | 1    | 1    | -     | -  | -             | -             | -             | -             | -             | - | -     | 45    | 19    | 10    | 16  | 49.63%      | 61      | 47      | +14     |         |         |         |         |
| Athletic Club · España   | 1.ª                 | 2023-24             | 38    | 19   | 11   | 8    | 5.º  | 8     | 7    | 1    | 0    | -     | -  | -             | -             | -             | -             | -             | - | -     | 46    | 26    | 12    | 8   | 65.22%      | 80      | 41      | +39     |         |         |         |         |
| Athletic Club · España   | 1.ª                 | 2024-25             | 38    | 19   | 13   | 6    | 4.º  | 2     | 0    | 1    | 1    | 14    | 8  | 2             | 4             | 1/2           | 1             | 0             | 0 | 1     | 55    | 27    | 16    | 12  | 58.79%      | 78      | 51      | +27     |         |         |         |         |
| Athletic Club · España   | 1.ª                 | 2025-26             | 1     | 1    | 0    | 0    | -    | 0     | 0    | 0    | 0    | 0     | 0  | 0             | 0             | -             | -             | -             | - | -     | 1     | 1     | 0     | 0   | 100%        | 3       | 2       | +1      |         |         |         |         |
| Athletic Club · España   | Total               | Total               | 343   | 154  | 87   | 102  | -    | 51    | 30   | 8    | 13   | 56    | 28 | 10            | 18            | -             | 3             | 1             | 1 | 1     | 453   | 213   | 106   | 134 | 54.82%      | 683     | 500     | +183    |         |         |         |         |
| Total en su carrera      | Total en su carrera | Total en su carrera | 685   | 353  | 160  | 172  | -    | 101   | 58   | 21   | 22   | 129   | 73 | 23            | 33            | -             | 15            | 5             | 2 | 8     | 930   | 490   | 206   | 235 | 60.07%      | 1568    | 967     | +601    |         |         |         |         |
| 1. 2. 3.                 |                     |                     |       |      |      |      |      |       |      |      |      |       |    |               |               |               |               |               |   |       |       |       |       |     |             |         |         |         |         |         |         |         |

#### Resumen por competiciones
| Competición                  | Partidos | Ganados | Empatados | Perdidos | %      | Resultado   |
| ---------------------------- | -------- | ------- | --------- | -------- | ------ | ----------- |
| Segunda División B de España | 44       | 22      | 10        | 12       | 57.58% | 4.º lugar   |
| LaLiga                       | 558      | 266     | 141       | 151      | 56.09% | Campeón     |
| Copa del Rey                 | 83       | 46      | 17        | 20       | 62.25% | Campeón     |
| Supercopa de España          | 9        | 2       | 1         | 6        | 25.92% | Campeón     |
| Superliga de Grecia          | 90       | 69      | 10        | 11       | 80.37% | Campeón     |
| Copa de Grecia               | 17       | 11      | 4         | 2        | 72.55% | Campeón     |
| Liga de Campeones de la UEFA | 46       | 25      | 11        | 10       | 62.32% | Semifinales |
| Liga Europea de la UEFA      | 83       | 48      | 12        | 23       | 62.65% | Subcampeón  |
| TOTAL                        | 930      | 490     | 206       | 235      | 60.07% | 13 Títulos  |

## Palmarés

### Como jugador
| Título           | Equipo          | País   | Año     |
| ---------------- | --------------- | ------ | ------- |
| Recopa de Europa | F. C. Barcelona | Suiza  | 1988-89 |
| Copa del Rey     | F. C. Barcelona | España | 1989-90 |

### Como entrenador

#### Campeonatos nacionales
| Título              | Equipo           | País   | Año     |
| ------------------- | ---------------- | ------ | ------- |
| Superliga de Grecia | Olympiacos F. C. | Grecia | 2008-09 |
| Copa de Grecia      | Olympiacos F. C. | Grecia | 2008-09 |
| Superliga de Grecia | Olympiacos F. C. | Grecia | 2010-11 |
| Copa de Grecia      | Olympiacos F. C. | Grecia | 2011-12 |
| Superliga de Grecia | Olympiacos F. C. | Grecia | 2011-12 |
| Supercopa de España | Athletic Club    | España | 2015    |
| Copa del Rey        | F. C. Barcelona  | España | 2017-18 |
| Primera División    | F. C. Barcelona  | España | 2017-18 |
| Supercopa de España | F. C. Barcelona  | España | 2018    |
| Primera División    | F. C. Barcelona  | España | 2018-19 |
| Copa del Rey        | Athletic Club    | España | 2023-24 |

#### Campeonatos regionales
| Título                 | Equipo          | Comunidad autónoma | Año  |
| ---------------------- | --------------- | ------------------ | ---- |
| Supercopa de Cataluña  | F. C. Barcelona | Cataluña           | 2017 |
| Euskal Herriko Txapela | Athletic Club   | País Vasco         | 2022 |
| Euskal Herriko Txapela | Athletic Club   | País Vasco         | 2024 |

#### Distinciones individuales
| Distinción                                    | Equipo        | Año                |
| --------------------------------------------- | ------------- | ------------------ |
| Premio Ramón Cobo al Mejor Entrenador La Liga | Athletic Club | 2013/14            |
| Premio al Mejor Entrenador del mes en La Liga | Athletic Club | Enero de 2014      |
| Premio al Mejor Entrenador del mes en La Liga | Athletic Club | Noviembre de 2014  |
| Premio al Mejor Entrenador del mes en La Liga | Athletic Club | Marzo de 2015      |
| Premio al Mejor Entrenador del mes en La Liga | Athletic Club | Octubre de 2015    |
| Premio UEFA al Mejor Entrenador de La Liga    | Athletic Club | 2015/16            |
| Premio al Mejor Entrenador del mes en La Liga | Athletic Club | Septiembre de 2016 |
| Premio al Mejor Entrenador del mes en La Liga | Athletic Club | Septiembre de 2024 |

## Vida personal
Es hermano de Mikel Valverde, escritor y dibujante vasco ligado al mundo del cómic. Guarda también una estrecha relación con el músico Ruper Ordorika. Ernesto Valverde ha hecho sus pinitos en el mundo de la fotografía y hasta ha publicado fotos de Ruper Ordorika y Bernardo Atxaga.